# Dactylocythere spinescens
Dactylocythere spinescens är en kräftdjursart som beskrevs av Hobbs och Walton 1977. Dactylocythere spinescens ingår i släktet Dactylocythere och familjen Entocytheridae. Inga underarter finns listade i Catalogue of Life.